# Iglesia de San Toros
La Iglesia de San Toros (en armenio: Սուրբ Թորոս եկեղեցի) es un edificio religioso de la iglesia ortodoxa armenia en el Barrio Armenio de la Ciudad Vieja de Jerusalén. Se encuentra junto a la Catedral de Santiago. Más de 4.000 manuscritos antiguos son conservados por los armenios y resguardados en esta iglesia.